# Mauro Gianetti
Mauro Gianetti, född den 16 mars 1964 i Lugano, är en schweizisk före detta landsvägscyklist som var professionell från 1986 till 2002. Hans två största segrar kom 1995 då han vann både Liège–Bastogne–Liège och Amstel Gold Race, vilka bidrog till en tredjeplats i slutställningen av UCI World Cup detta år (han blev även sexa året därpå). Därtill kan läggas segrarna i Milano–Torino 1990, Coppa Placci 1900, Japan Cup 1996, Paris-Camembert 1997, Trofeo Melinda 1999 och Berner Rundfahrt 1989. Dessutom bör även nämnas att han tog VM-silver i linjelopp 1996 och deltog i linjeloppet vid Olympiska spelen 2000 (53:e plats).
Efter karriären arbetade Gianetti som sportdirektör och manager från 2003 till 2011 för olika stall. 2016 hjälpte han Lampre-stallet att finna en ny sponsor, vilket resulterade i bildandet av UAE Team Emirates och att han senare blev stallets manager.
1998 kollapsade Gianetti efter målgång vid en etapp i Tour de Romandie och fördes till sjukhus, där han intensivvårdades i flera dagar. Gianettis stall (Française des Jeux) meddelade att orsaken var gastroenterit, men en läkare från det behandlande sjukhuset har yttrat att det berodde på användande av perfluorkarboner (för att höja blodets syretransportförmåga). Ingenting har dock fastställts med säkerhet vad gäller anledningen till Gianettis tillstånd och att det verkligen handlade om PFC (eller något annat) kan betvivlas. Under sin tid som manager har hans stall dock haft uppmärksammade dopingfall (bland dem Juan José Cobo, som förlorade sin titel i Vuelta a España 2011, och Riccardo Riccò 2008) och misstankar har senare riktats mot Tadej Pogačar och hans förhållande till Gianetti.

## Meriter
| 1986 Vinnare av GP Lugano 5:a i Tour du Nord-Ouest 1987 7:a i Giro dell'Emilia 9:a i Coppa Placci 10:a i Giro di Toscana 1988 5:a i linjelopp vid Världsmästerskapen 5:a i Milano-Torino 7:a totalt i Tour de Suisse 9:a i Züri Metzgete 10:a i Giro dell'Emilia 10:a i Coppa Sabatini 1989 Vinnare av Tour du Nord-Ouest 2:a totalt i Kellogg's Tour of Britain Vinnare av etapp 4 2:a i Kuurne–Bryssel–Kuurne 3:a i Giro dell'Emilia 5:a i Amstel Gold Race 5:a i Trofeo Pantalica 6:a i linjelopp vid Schweiziska mästerskapen 7:a i Paris–Camembert 1990 Vinnare av Milano–Torino Vinnare av Coppa Placci 3:a i Grand Prix de Fourmies 4:a i linjelopp vid Schweiziska mästerskapen 5:a totalt i Settimana Internazionale Coppi e Bartali 8:a i Giro dell'Emilia 10:a i Rund um den Henninger Turm 1991 4:a i GP des Amériques 5:a i Milano–Torino 6:a i Giro della Provincia di Reggio Calabria 7:a i Coppa Sabatini 7:a i Giro dell'Emilia 1992 3:a i Grand Prix de Fourmies 5:a i Grand Prix d'Isbergues 7:a i Trofeo Laigueglia | 1993 2:a i Trofeo Melinda 3:a i linjelopp vid Schweiziska mästerskapen 6:a i Giro del Veneto 1994 Vinnare av Chur–Arosa 2:a i Milano–Torino 5:a i Milano-Vignola 9:a totalt i Tour de Suisse 9:a i Giro di Lombardia 9:a i Giro dell'Emilia 9:a i Coppa Sabatini 1995 Vinnare av Liège–Bastogne–Liège Vinnare av Amstel Gold Race 2:a totalt i Escalada a Montjuïc Vinnare av etapp 1b (ITT) 2:a i Klasika Primavera 3:a totalt i UCI World Cup 3:a i Japan Cup 3:a i Subida a Txitxarro 4:a i linjelopp vid Världsmästerskapen 5:a i La Flèche Wallonne 5:a i Milano–Torino 7:a totalt i Baskien runt 1996 Vinnare av Japan Cup Vinnare av Klasika Primavera 2:a i linjelopp vid Världsmästerskapen 2:a totalt i Escalada a Montjuïc Vinnare av etapp 1a 3:a totalt i Critérium International Vinnare av etapp 2 3:a i Liège–Bastogne–Liège 3:a i Giro del Piemonte 3:a i Giro del Veneto 4:a totalt i Baskien runt 4:a i La Flèche Wallonne 5:a totalt i Tour de Romandie 6:a totalt i UCI World Cup 6:a i Subida a Urkiola 8:a i Giro di Lombardia | 1997 Vinnare av Paris–Camembert Vinnare av Polymultipliée de l'Hautil 2:a i Trophée des Grimpeurs 3:a i Japan Cup 3:a i Rund um den Henninger Turm 5:a i Amstel Gold Race 6:a totalt i Critérium International 7:a i Grand Prix de Fourmies 10:a i Liège–Bastogne–Liège 1998 8:a i Liège–Bastogne–Liège 1999 Vinnare av Trofeo Melinda Vinnare av Wartenberg Rundfahrt 3:a i linjelopp vid Schweiziska mästerskapen 6:a i Giro del Friuli 7:a totalt i Settimana Internazionale Coppi e Bartali 2000 Vinnare totalt av Tour of Japan Vinnare av etapp 3 3:a i linjelopp vid Schweiziska mästerskapen 6:a i Liège–Bastogne–Liège 7:a i Berner Rundfahrt 9:a i La Flèche Wallonne 2001 5:a i linjelopp vid Schweiziska mästerskapen 5:a i Sparkassen Giro Bochum 2002 2:a i Berner Rundfahrt 4:a i linjelopp vid Schweiziska mästerskapen 6:a i Grand Prix de Wallonie |